# Sportåret 1888

## Händelser

### Baseboll
- 27 oktober - National League-mästarna New York Giants vinner World's Series med 6-4 i matcher över American Association-mästarna St. Louis Browns.[1]

### Boxning
- 30 oktober - Den första världsmästaren i weltervikt blir  Paddy Duffy från Boston i Massachusetts, USA som erkänns efter vinst på KO i 17:e ronden mot Billy McMillan i Fort Foote i Virginia, USA.[2]

Världsmästare
- Världsmästare i tungvikt – John L. Sullivan
- Världsmästare i mellanvikt – Jack Nonpareil Dempsey
- Världsmästare i weltervikt – Paddy Duffy
- Världsmästare i lättvikt – Jack McAuliffe

### Cricket
- Okänt datum - Surrey CCC vinner County Championship [4].

### Fotboll
- 22 mars - Engelska ligan grundas och blir världens första fotbollsliga.[5]
- 1 april - Sparta Rotterdam grundas.[5]

### Golf
- 22 februari - Skotten John Reid demonstrerar golf för amerikanerna.[5]
- 14 november - Saint Andrews Golf Club, New York grundas med sex hål.[5]

### Hästsport
- 14 maj - Vid elfte Kentucky Derby vinner George Covington på MacBeth II med tiden 2.38.25.[5]

### Rodd
- 24 mars - Universitetet i Cambridge vinner universitetsrodden mot Oxfords universitet.

### Softboll
- 25 december - Första inomhusmatchen i softboll spelas i Philadelphia.[5]

## Födda
- 16 januari – Daniel Norling, svensk gymnast och ryttare, olympisk guldmedaljör.
- 18 mars – Axel Janse, svensk gymnast, olympisk guldmedaljör
- 12 april – Kaarlo Koskelo, finländsk brottare, olympisk guldmedaljör.
- 14 maj – Erik Larsson, svensk dragkampare, olympisk guldmedaljör.
- 26 juni – Claës-Axel Wersäll, svensk gymnast, olympisk guldmedaljör.
- 8 augusti – Hans von Rosen, svensk ryttare, olympisk guldmedaljör.
- 14 september – Osvald Moberg, svensk gymnast, olympisk guldmedaljör.
- 31 oktober – Andreas Cervin, svensk gymnast, olympisk guldmedaljör.
- 6 december – Sven Landberg, svensk gymnast, olympisk guldmedaljör.
- 12 december – Giovanni Reggio, italiensk seglare, olympisk guldmedaljör.
- 14 december – Åke Lundeberg, svensk sportskytt, olympisk guld- och silvermedaljör.
- 18 december – Mauritz Eriksson, svensk sportskytt, olympisk guld-, silver- och bronsmedaljör.

## Bildade föreningar och klubbar
- Ryfors golfklubb, golfklubb i Ryfors, Sverige.[6]

### Fotnoter
1. ↑  ”Charlton's Baseball Chronology - 1888” (på engelska). Charlton's Baseball Chronology. Arkiverad från originalet den 1 januari 2008. https://web.archive.org/web/20080101103135/http://www.baseballlibrary.com/chronology/byyear.php?year=1888. Läst 25 juli 2015.
2. ↑  ”Cyber Boxing Zone – Lineal Welterweight Champions”. Arkiverad från originalet den 15 juni 2009. https://www.webcitation.org/5hYqUZkyn?url=http://www.cyberboxingzone.com/boxing/welter.htm. Läst 13 juni 2009.
3. ↑  ”Cyber Boxing Zone”. Arkiverad från originalet den 20 juni 2009. https://www.webcitation.org/5hg1si20f?url=http://www.cyberboxingzone.com/boxing/pastchp.htm. Läst 17 juni 2009.
4. ↑  En inofficiell titel fram till december 1889 då första officiella County Championship spelades.
5. 1 2 3 4 5 6  ”Chronology of Sports”. Arkiverad från originalet den 4 oktober 2011. https://web.archive.org/web/20111004142142/http://worldtimeline.info/sports/spor1880.htm. Läst 18 juli 2011.
6. ↑  ”Välkommen till Ryfors GK”. Svenska Ryfors GK. http://www.ryforsgk.se/. Läst 26 juni 2014.